# 多羅尾光俊
多羅尾 光俊（たらお みつとし）は、戦国時代から安土桃山時代の近江国の武将。

## 生涯
近江国甲賀郡信楽荘小川の国人・多羅尾光吉の子。母親は若江三人衆の1人である池田教正の娘であるとされるが、教正の活動が初めて確認できるのは光俊が生まれた永正11年（1514年）から約50年下った永禄年間（1560年）前後であり、時代が矛盾している。なお、教正の娘の1人は若江三人衆の1人である多羅尾綱知の子・光信に嫁いでいる。文正元年（1466年）8月に信楽荘から上洛した多羅尾四郎兵衛嗣光と同じ「四郎兵衛」を名乗っていることから、その末裔であると考えられる。
当初は織田信長に属していたが、。天正10年（1582年）に本能寺の変が起こり、堺にいた徳川家康が帰国を試みた際、五男・山口光広が家康と同行していた長谷川秀一と誼があったため、光広の連絡を受けてこれを援護することを決め、嫡男・光太とともに信楽領へと一行を招き入れた。家康の伊賀越えには子の光雅や光広らに甲賀衆を付け、伊勢白子まで道中警固させた。天正12年（1584年）、この伊賀越えの際の功労から山城・近江国内に所領を与えられた。この伊賀越えは、河内・山城を経由していることから、多羅尾綱知・光信親子の後援があった可能性が指摘されている。
その後は豊臣秀吉に仕え、豊臣秀次に於萬の前を側室として送り込むなどして信楽・近江諸領・伊賀・山城・大和に計8万石の所領を有したが、秀次の失脚に連座して改易となり、信楽に蟄居した。慶長14年（1609年）、死去。